# Acropora rongelapensis
Acropora rongelapensis är en korallart som beskrevs av Richards och Wallace 2004. Acropora rongelapensis ingår i släktet Acropora och familjen Acroporidae. IUCN kategoriserar arten globalt som otillräckligt studerad. Inga underarter finns listade i Catalogue of Life.